# برایان مک‌گین
برایان مک‌گین (انگلیسی: Brian McGinn؛ زادهٔ ۱۲ اکتبر ۱۹۸۴) کارگردان فیلم، کارگردان تلویزیونی و فیلم‌نامه‌نویس اهل ایالات متحده آمریکا است. وی از سال ۲۰۱۲ میلادی تاکنون مشغول فعالیت بوده‌است.
برایان در ۱۰ دسامبر ۱۹۸۴ در پالو آلتو، کالیفرنیا زاده شد. مادرش کتابدار تاریخ هنر و پدرش استاد اخلاق و فناوری در دانشگاه استنفورد بود و خودش دانش‌آموختهٔ رشته زبان انگلیسی دانشگاه دوک است و در همان‌جا گواهی‌نامهٔ آموزش فیلم/ویدئو/دیجیتال دریافت کرد.
از فیلم‌ها یا مجموعه‌های تلویزیونی که وی در آن‌ها نقش داشته‌است، می‌توان به شفز تیبل اشاره نمود.